# República Federativa Popular de Yugoslavia
La República Federativa Popular de Yugoslavia (en serbocroata Federativna Narodna Republika Jugoslavija) fue el estado de Yugoslavia entre 1945 y 1963,  proclamado al finalizar la Segunda Guerra Mundial, que sustituyó a la Yugoslavia Federal Democrátical, el cual era el nombre por el que se denominó a los territorios bajo control de los partisanos del Consejo Antifascista de Liberación Nacional. Fue instaurada tras las elecciones parlamentarias de 1945, que supusieron el triunfo absoluto del Partido Comunista de Yugoslavia y la derogación definitiva de la monarquía del rey Pedro II.
Fue gobernada por el Partido Comunista de Yugoslavia (KPJ), siendo el primer ministro Josip Broz Tito. El KJP fue expulsado de la Internacional Comunista por sus críticas a Stalin en 1948. Durante la República Federal Popular de Yugoslavia se comenzaron a adoptar medidas descentralizadoras, que posteriormente darían lugar al socialismo autogestionario, sistema económico que se engloba dentro de las experiencias del socialismo de mercado. En 1963, tras implementarse una serie de reformas, el estado cambió su forma y denominación a República Federativa Socialista de Yugoslavia, incluyendo por primera vez el término socialista en su nombre oficial.

## Historia
Finalizando la Segunda Guerra Mundial, y a medida que los partisanos fueron expulsando a las potencias del Eje del antiguo reino de Yugoslavia, se estableció en 1943 un estado federal provisional de concentración nacional que tuvo al líder partisano Josip Broz Tito como líder y al político croata Ivan Šubašić como ministro de Relaciones Exteriores y representante del rey Pedro II.
La formación definitiva del nuevo estado de posguerra debía salir de las elecciones parlamentarias convocadas para noviembre de 1945. Los comunistas fueron los encargados de la organización de las elecciones, que se celebraron el 11 de noviembre, y que debido a un boicot de la oposición, que no confiaba en la limpieza del proceso, contó únicamente con el Frente Popular de Yugoslavia de Tito como partido participante. El Frente Popular obtuvo el 90,48% de los votos, logrando los 354 escaños del nuevo parlamento yugoslavo.
El 29 de noviembre, en el segundo aniversario de la Segunda Sesión de la AVNOJ, la Asamblea Constituyente de Yugoslavia abolió formalmente la monarquía y declaró al estado una república. El nombre oficial del país se convirtió en República Federal Popular de Yugoslavia, y los seis "Estados federales" se convirtieron en "Repúblicas populares". Yugoslavia se convirtió en un estado de partido único federalista marxista-leninista, considerado en sus primeros años un modelo de ortodoxia comunista.
El gobierno yugoslavo se alió con la Unión Soviética bajo Iósif Stalin, y al principio de la Guerra Fría derribó dos aviones estadounidenses que volaban en el espacio aéreo yugoslavo los días 9 y 19 de agosto de 1946. Estos fueron los primeros ataques aéreos a aviones occidentales durante la Guerra Fría y causaron una profunda desconfianza hacia Tito en los Estados Unidos, donde se llegó a pedir una intervención militar contra Yugoslavia. La nueva Yugoslavia también siguió de cerca el modelo de desarrollo económico soviético estalinista en este primer período, algunos de cuyos proyectos lograron un éxito considerable. En particular, la obra pública de ese período organizada por el gobierno logró reconstruir e incluso mejorar la infraestructura yugoslava (en particular el sistema de carreteras), con poco costo para el estado.
Las tensiones con Occidente fueron altas cuando Yugoslavia se unió a la Cominform, y la fase temprana de la Guerra Fría comenzó con Yugoslavia siguiendo una política exterior agresiva. Habiendo liberado la mayor parte de la Marca Juliana y Carintia, y con reclamos históricos de ambas regiones, el gobierno yugoslavo comenzó maniobras diplomáticas para incluirlas en Yugoslavia. Ambas demandas fueron rechazadas por Occidente. El mayor punto de discusión fue la ciudad portuaria de Trieste. La ciudad y su interior fueron liberados principalmente por los partisanos en 1945, pero la presión de los aliados occidentales los obligó a retirarse a la llamada "Línea Morgan". El Territorio Libre de Trieste fue establecido y separado en Zona A y Zona B, administrado por los aliados occidentales y Yugoslavia respectivamente. Inicialmente, Yugoslavia estaba respaldada por Stalin, pero en 1947 ya habían comenzado a enfriarse sus relaciones con el nuevo estado. La crisis finalmente se disolvió cuando comenzó la ruptura Tito-Stalin, otorgándose la Zona A a Italia y la Zona B a Yugoslavia.
A principios de la década de 1960, la preocupación por problemas como la construcción de fábricas "políticas" económicamente irracionales y la inflación llevó a un grupo dentro de la dirección comunista a abogar por una mayor descentralización. A los liberales se les opuso un grupo alrededor de Aleksandar Ranković. Los liberales descentralizadores (encabezados por Edvard Kardelj de Eslovenia, Vladimir Bakarić de Croacia y Petar Stambolić de Serbia) obtuvieron el apoyo de Tito. En la reunión del partido en Brijuni, Ranković se enfrentó a un expediente de acusaciones completamente preparado y una denuncia de Tito de que había formado un frente con la intención de tomar el poder. Ranković se vio obligado a renunciar a todos los cargos del partido y algunos de sus partidarios fueron expulsados del mismo.
A principios de la década de 1960, los observadores extranjeros notaron que el país estaba "en auge" y que, mientras tanto, los ciudadanos yugoslavos gozaban de libertades mucho mayores que la Unión Soviética y otros países del Bloque Oriental. La alfabetización aumentó exponencialmente y alcanzó el 91%, la atención médica fue gratuita en todos los niveles y la esperanza de vida llegó a los 72 años.
En 1963, tras implementarse una serie de reformas, el estado cambió su forma y denominación a República Federativa Socialista de Yugoslavia, incluyendo por primera vez el término socialista en su nombre oficial.

## Organización territorial

División administrativa de Yugoslavia.

La República Federal Popular de Yugoslavia fue organizada en seis repúblicas populares y dos provincias autónomas:
- República Popular de Serbia
  - Provincia Autónoma Popular de Voivodina
  - Provincia Autónoma Popular de Kosovo
- República Popular de Croacia
- República Popular de Eslovenia
- República Popular de Bosnia y Herzegovina
- República Popular de Macedonia
- República Popular de Montenegro